# Pokrajina Palermo
Pokrajina Palermo (italijansko: provincia di Palermo; sicilijansko: pruvincia di Palermu) je bila provinca v avtonomni deželi Siciliji, glavni otok v južni Italiji, ustanovljena 4. maja 1860. Njeno glavno mesto je bilo mesto Palermo. 4. avgusta 2015 jo je zamenjalo Metropolitansko mesto Palermo.
Zavzema tudi otoka Ustica in Isola delle Femmine. Meji na severu s Tirenskim morjem, na vzhodu s pokrajinama Messina in Enna, na jugu s pokrajino Agrigento in na zahodu s pokrajino Trapani.

## Zgodovina in lokacija
Ime izhaja iz latinske besede Panormus. Od 1072 do 1194 je bil Palermo glavno mesto Kraljevine Sicilije, preden je Neapelj postal nova prestolnica pod vladavino francoske dinastije Anžu. Vladali so mu tudi Rimljani, Bizantinci, Normani, Arabci, Špansko cesarstvo in Američani (med delom druge svetovne vojne). Zgodovinski zapisi o obstoju pokrajine segajo v 8. in 6. stoletje pr. n. št. Pokrajina je obkrožena s Tirenskim morjem na severu, pokrajino Trapani na zahodu, pokrajinama Agrigento in Caltanissetta na jugu, Enno na jugovzhodu in Messino na vzhodu. Priljubljen je zaradi svojih plaž, in sicer Mondello. Dežela je gorata in vključuje dolino Pollina in Imera. Pogorje Madonie je del pokrajine.

## Večje občine
Glavno mesto je Palermo, ostale večje občine so (podatki 31.12.2008):
| Občina          | Prebivalcev |
| --------------- | ----------- |
| Palermo         | 660.085     |
| Bagheria        | 55.682      |
| Monreale        | 36.395      |
| Carini          | 33.087      |
| Partinico       | 31.762      |
| Termini Imerese | 27.482      |
| Misilmeri       | 26.817      |
| Villabate       | 21.942      |

## Naravne zanimivosti
Geološki sestav sicilskih vzpetin je zelo različen. Najvišji vrh, ognjenik Etna, je seveda magmatski, a ostala gorovja niso tako enostavna, saj so sestavljena iz plasti najrazličnejšik kamnin, od granitov do naplavin. Posebno zanimiva je gora Monte Pellegrino, ki je osamljena kraška kamnina. To je 609 metrov visoka gora, ki zapira s severa Palermski zaliv. Spušča se do morja s strmimi pobočji, v katerih se odpirajo mnoge kraške jame, medtem ko se proti notranjosti polagoma približuje mestu Palermo. Zaradi svoje slikovite lege in zanimivih kraških pojavov (ponikalnic in izvirov) je zelo priljubljeno področje za gradnjo predmestnih vil in lovskih koč. Ob morju je gora posejana z ribiškimi vasmi in tunarami (ribiškimi zgradbami za lov na tuno).
Seznam zaščitenih področij v pokrajini:
- Narodni park Madonie (Parco delle Madonie)
- Naravni rezervat Grotta dei Puntali (Riserva naturale regionale Grotta dei Puntali)
- Naravni rezervat Grotta di Carburangeli (Riserva naturale integrale Grotta di Carburangeli)
- Naravni rezervat Grotta di Entella (Riserva naturale integrale Grotta di Entella)
- Naravni rezervat Grotta Conza (Riserva naturale integrale Grotta Conza)
- Naravni rezervat Villasmundo - S.Alfio (Riserva naturale integrale Complesso speleologico Villasmundo-S.Alfio)
- Naravni rezervat Monte Pellegrino (Riserva naturale orientata Monte Pellegrino)
- Naravni rezervat Capo Rama (Riserva naturale orientata Capo Rama)
- Naravni rezervat Bosco della Ficuzza, Rocca Busambra, Bosco del Cappelliere e Gorgo del Drago (Riserva naturale orientata Bosco della Ficuzza, Rocca Busambra, Bosco del Cappelliere e Gorgo del Drago)
- Naravni rezervat Monte S. Calogero (Riserva naturale orientata Monte S. Calogero (Kronio))
- Naravni rezervat Isola di Ustica (Riserva naturale orientata Isola di Ustica)
- Naravni rezervat Pizzo Cane, Pizzo Trigna e Grotta Mazzamuto (Riserva naturale orientata Pizzo Cane, Pizzo Trigna e Grotta Mazzamuto)
- Naravni rezervat Bosco di Favara e Bosco Granza (Riserva naturale orientata Bosco di Favara e Bosco Granza)
- Naravni rezervat Isola delle Femmine (Riserva naturale orientata Isola delle Femmine)
- Naravni rezervat Monti di Palazzo Adriano e Valle del Sosio (Riserva naturale orientata Monti di Palazzo Adriano e Valle del Sosio)
- Naravni rezervat Monte Carcaci (Riserva naturale orientata Monte Carcaci)
- Naravni rezervat Monte Genuardo e Santa Maria del Bosco (Riserva naturale orientata Monte Genuardo e Santa Maria del Bosco)
- Naravni rezervat Serre della Pizzuta (Riserva naturale orientata Serre della Pizzuta)
- Naravni rezervat Serre di Ciminna (Riserva naturale orientata Serre di Ciminna)
- Naravni rezervat Bagni di Cefalà Diania e Chiarastella (Riserva naturale orientata Bagni di Cefalà Diania e Chiarastella)
- Naravni rezervat Capo Gallo (Riserva naturale orientata Capo Gallo)
- Morski rezervat Capo Gallo - Isola delle Femmine (Area naturale marina protetta Capo Gallo - Isola delle Femmine)

## Zgodovinske zanimivosti
Pokrajina ima zelo bogato zgodovino. Eden od najstarejših krajev, Imera blizu današnjega mesta Termini Imerese, je bila grška kolonija Himera od leta 648 pr. n. št. Leta 480 pr. n. št. jo je napadel tiran mesta Akragas (danes Agrigento), zato je Himera poklicala na pomoč Kartažane, ki so prišli s številno vojsko. Akragas pa se je zavezalo s tedaj najmočnejšim mestom, Sirakuzami, in zmagalo. Leta pozneje so vnuki padlih Kartažanov maščevali svoje prednike: leta 408 pr. n. št. je Hanibal napadel Himero in jo uničil. Ostalo je le nekaj ruševin, ki še danes pričajo o nekdanji lepoti mesta.

## SKlici
1. ↑  »The Province of Palermo«. SicilyBella. Pridobljeno 16. septembra 2014.
2. ↑  »Palermo, Sicily«. ITALIA. Arhivirano iz prvotnega spletišča dne 3. julija 2017. Pridobljeno 16. septembra 2014.